# Корнетская, Анна Андреевна
Анна Андреевна Корнетская (род. 10 февраля 1994) — российская гимнастка, член сборной России по прыжкам на батуте.

### Карьера
Начала спортивную карьеру и продолжает тренироваться в СДЮСШОР № 6 г. Ростова-на-Дону.С 2011 по 2016 тренировалась СДЮСШОР № 1 г. Астрахани.Является 2-кратной Чемпионкой Европы в 2019 г. Двухкратной чемпионкой мира в общекомандном многоборье в 2019 и в 2021 г. Серебряным призером чемпионата мира в синхронных прыжках в Токио 2019 г. Серебряным призёром в командных соревнованиях Чемпионата Европы 2014 г. и в 2016 г. в индивидуальных прыжках на батуте, многократный победитель и призёр Чемпионатов и Кубков России в индивидуальных и синхронных прыжках на батуте. В 2015 году на Чемпионате России стала серебряным призёром в индивидуальных прыжках и бронзовым призёром в синхронных прыжках, подтвердив данными результатами попадание на Европейские Олимпийские Игры в Баку в двух дисциплинах.
На Первых Европейских играх в Баку стала чемпионкой в синхронных прыжках.
С 2017 тренируется в г.Ростов-на-Дону ( ЦОП-1).
Серебряный призер 2022 г.- Всероссийской Летней спартакиады – в индивидуальных прыжках на батуте.
Многократно становилась призером этапов Кубка мира .
С 2005 года непрерывно в составе сборной России.